# Яварате
Яварате (исп. Yavaraté) — муниципалитет и небольшой одноимённый посёлок на юго-востоке Колумбии, в составе департамента Ваупес.

## История
Муниципалитет был образован 30 ноября 1967 года.

## Географическое положение

Муниципалитет Яварате

Посёлок расположен вблизи границы с Бразилией, на правом берегу реки Ваупес, на расстоянии приблизительно 134 километров к юго-востоку от города Миту, административного центра департамента. Абсолютная высота — 97 метров над уровнем моря.

Муниципалитет расположен в восточной части департамента. Граничит на западе с муниципалитетом Миту, на севере, юге и востоке — с территорией Бразилии. Площадь муниципалитета составляет 3459 км².

## Население
По данным Национального административного департамента статистики Колумбии, численность населения муниципалитета в 2012 году составляла 1251 человека.
Динамика численности населения муниципалитета по годам:
| 2005 | 2006 | 2007 | 2008 | 2009 | 2010 | 2011 | 2012 |
| ---- | ---- | ---- | ---- | ---- | ---- | ---- | ---- |
| 1269 | 1268 | 1266 | 1264 | 1261 | 1258 | 1255 | 1251 |

Согласно данным переписи 2005 года мужчины составляли 54,3 % от населения Яварате, женщины — соответственно 45,7 %. В расовом отношении индейцы составляли 98,4 % от населения муниципалитета; белые и метисы — 1,6 %.
Уровень грамотности среди населения старше 15 лет составлял 87,6 %.